# Comité Paralímpico Sueco
El Comité Paralímpico Sueco (en sueco: Sveriges Paralympiska Kommitté) es el comité paralímpico nacional que representa a Suecia. Esta organización es la responsable de las actividades deportivas paralímpicas en el país. Es miembro del Comité Paralímpico Internacional y del Comité Paralímpico Europeo.
La organización fue fundada en 1969 y ese mismo año se convirtió en miembro de la Confederación Deportiva Sueca.